# Кавар (царь Тилийского царства)
Кавар (н.д. — 212 г. до н. э.) — третий и последний царь Тилийского царства, правил с 257/255 по 212 год до н. э.

## Биография
Наверное, был сыном, или каким-нибудь другим родственником царя Комонтория. Стал царём примерно в 257—255 годах до н. э. Он отказался от грабительских походов своего предшественника. Направил свои усилия на экономическое и политическое укрепление государства.
Кавар сохранил частичный контроль над южной Фракией, покорил европейскую часть Геллеспонта, установил протекторат над восточной и северной Фракией, племена последней и прибрежные греческие города стали платить дань Тилийскому царству. В то же время установил союзнические отношения с боспорским царём Левконом II. Столица была перенесена из Тилиса в Арковну.
В то же время были укреплены торговые связи с Тирой, Ольвией и скифами Северного Причерноморья. Приблизительно с 255 года до н. э. стал чеканить серебряную и бронзовую монету с легендой BΑCΙΛΕΩC ΚΑΥΑΡΟΥ/ΒΑCΙΛ ΚΑΥΑΡ, в которой видят имя Кавара. В общей сложности известно шесть бронзовых эмиссий, изготовленных с 255/252 до 218 лет до н. э: голова Зевса (аверс) — всадник (реверс); голова Зевса (аверс) — кельтский щит (реверс); голова Аполлона (аверс) — кельтский щит (реверс); голова Аполлона (аверс) — Ника или рог изобилия (реверс); голова Гермеса (аверс) — петас и кадуцей (реверс). Центрами изготовления монет считают эллинистические поселения Арковна, Кабила, Одессос, Ценино. В Кабиле осуществлялся выпуск серебряной тетрадрахмы с головой Геракла, Зевсом на троне и легендой BΑCΙΛΕΩC ΚΑΥΑΡΟΥ. Кроме того, ряд городов, в частности, Месемврия и Апрос, осуществили выпуск бронзовых монет с овальным щитом.
Во времена Кавара происходит процесс эллинизации кельтов. Всё это способствовало укреплению положения Тилийского царства во Фракии, несмотря на угрозу Македонии. Для укрепления позиции Кавар стал союзником Вифинского царства, которое в свою очередь пыталось найти поддержку против Пергамского царства.
В 219 году до н. э. во время войны между Родосом и Византием за контроль над торговым судоходством в регионе Геллеспонта царь Кавар выступил в роли посредника, под давлением войска которого Византий был вынужден заключить со своими противниками мирное соглашение, а также разблокировать пролив Боспор Фракийский для судов Боспорского царства.
Впрочем, конфликт с Византием продолжался, последний вскоре отказался платить исконную дань в 80 талантов золотом и заключил союз с Одрисским царством. Значительные боевые действия начались в 214 г. до н. э. против одрисского царя Севта IV. В конце концов Кавар потерпел поражение, его столицы Тилис и Арковна были захвачены и разорены, а сам он погиб в 212 году до н. э.